# Paul Trimmel
Paul Trimmel ist der Titelheld einer Reihe von Kriminalromanen von Friedhelm Werremeier und zugleich die Hauptfigur der ersten im Jahr 1970 und weiterer zehn ausgestrahlter Tatort-Folgen. Zudem unterstützt Trimmel in einer Gastrolle den Zollfahnder Kressin – dargestellt durch Sieghardt Rupp – in der dritten Tatortfolge Kressin und der tote Mann im Fleet bei dessen Ermittlungen in Hamburg.
Die Verfilmungen der Romane liefen mit Walter Richter in der Hauptrolle in den 1970er- und frühen 1980er-Jahren im Fernsehen der ARD. Der bereits 1969 ausgestrahlte Trimmel-Krimi Exklusiv! wurde 1971 erneut als zweite Trimmel-Folge der Tatort-Reihe ausgestrahlt. Die Folgen mit Kommissar Trimmel mussten aus Altersgründen Walter Richters eingestellt werden, der 1985 starb. Nicht alle Romane wurden verfilmt, daher konnten weitere in den Bücher enthaltene private und berufliche Details über den Hamburger Ermittler nicht mit in dessen filmische Rolle eingefließen. 1971 trat in der Folge Der Richter in Weiß Rolf Bossi in einer Nebenrolle als Verteidiger auf. Für Überraschung sorgte 1982 eine Szene im letzten Trimmel-Tatort Trimmel und Isolde (Folge 141), in der Christiane Krüger in unbekleideter Rückenansicht zu sehen war.
Nach dem Tod Richters beschloss der NDR zusammen mit Werremeier die Verfilmung weiterer Trimmel-Folgen außerhalb der Tatort-Reihe. Als Hauptdarsteller der ARD-Serie Paul Trimmel – Hauptkommissar spielte Gerd Kunath die Rolle Trimmels. Von den drei geplanten 60-Minuten-Folgen wurden nur zwei Folgen realisiert, da mit der Produktion der Serienfolgen die Erwartungshaltung des Fernsehpublikums nicht erfüllt werden konnte, das die Rolle des Paul Trimmel offensichtlich mit der Person Walter Richter assoziierte.
Die elf Tatort-Folgen wurden 2025 auf DVD veröffentlicht.

## Die Figur Paul Trimmel
Trimmel wurde als Hamburger Kommissar in die Reihe eingeführt und war ab der vierten Folge als Hauptkommissar zu sehen. Die Charakteristik der Figur Trimmel wird dominant-herausfordernd, knurrend, cholerisch, aber fürsorglich dargestellt. Zudem verstößt er immer wieder gegen Dienstvorschriften. Seine Frau ist während des Zweiten Weltkriegs verstorben. Wohnhaft ist er im Stadtteil Hamburg-Hamm. Durch einen seiner Fälle lernt er die Zeugin Gaby Montag näher kennen, die später bei ihm einzieht. Im Rahmen seiner Ermittlungen greift Trimmel immer wieder gern auf die psychologische Expertise des befreundeten, habilitierten Arztes Dr. Lorff zurück. In seiner Freizeit verkehrt er in den ersten Folgen in einer Stammkneipe namens Old Farmsen Inn in Hamburg-Farmsen-Berne, später in einer Innenstadtkneipe.

## Titel

### Romane
- Ich verkaufe mich exklusiv (1968)
- Taxi nach Leipzig (1970)
- Der Richter in Weiß (1971)
- Ohne Landeerlaubnis (1971)
- Ein EKG für Trimmel (1972)
- Platzverweis für Trimmel (1972)
- Trimmel macht ein Faß auf (1973)
- Trimmel und der Tulpendieb (1974)
- Treff mit Trimmel, Erzählband (1974)
- Hände hoch, Herr Trimmel (1976)
- Trimmel hält ein Plädoyer (1976)
- Trimmel hat Angst vor dem Mond, Erzählband (1977)
- Trimmel und Isolde (1980)
- Trimmel und das Finanzamt (1982)
- Trimmel spielt auf Zeit
- Trimmel und der seltsame Zwischenfall
- Trimmel im Netz der Spinne
- Trimmel macht weiter
- Trimmel und der Graf

### Verfilmungen

#### Fernsehfilme
| Erstausstrahlung | Titel                   | Autor                | Regisseur          | Besonderheiten                                 |
| ---------------- | ----------------------- | -------------------- | ------------------ | ---------------------------------------------- |
| 1969             | Exklusiv! (Psychokrimi) | Friedhelm Werremeier | Peter Schulze-Rohr | 1971 als Tatort-Folge noch einmal ausgestrahlt |

#### Tatort-Folgen
| Fall | Titel                           | Erstausstrahlung | Folge | Autor                | Regie              | Besonderheiten                                                     |
| ---- | ------------------------------- | ---------------- | ----- | -------------------- | ------------------ | ------------------------------------------------------------------ |
| 1    | Taxi nach Leipzig               | 29. Nov. 1970    | 1     | Friedhelm Werremeier | Peter Schulze-Rohr | Erst nach der Fertigstellung zum Tatort umgewidmet                 |
| 2    | Exklusiv                        | 11. Juli 1971    | 9     | Friedhelm Werremeier | Peter Schulze-Rohr | Bereits 1969 ausgestrahlt, 1971 nachträglich zum Tatort umgewidmet |
| 3    | AE612 ohne Landeerlaubnis       | 12. Sep. 1971    | 10    | Friedhelm Werremeier | Peter Schulze-Rohr | Gastauftritt Wirz                                                  |
| 4    | Der Richter in Weiss            | 10. Okt. 1971    | 11    | Friedhelm Werremeier | Peter Schulze-Rohr | Mit 119:19 Minuten außergewöhnlich lang                            |
| 5    | Rechnen Sie mit dem Schlimmsten | 24. Sep. 1972    | 21    | Friedhelm Werremeier | Peter Schulze-Rohr | Gastauftritt Veigl                                                 |
| 6    | Platzverweis für Trimmel        | 19. Aug. 1973    | 32    | Friedhelm Werremeier | Peter Schulze-Rohr | Gastauftritt Böck                                                  |
| 7    | Gift                            | 21. Jul. 1974    | 42    | Friedhelm Werremeier | Peter Schulze-Rohr | Gastauftritt Finke                                                 |
| 8    | Trimmel und der Tulpendieb      | 10. Okt. 1976    | 67    | Friedhelm Werremeier | Peter Schulze-Rohr |                                                                    |
| 9    | Trimmel hält ein Plädoyer       | 27. Mär. 1978    | 86    | Friedhelm Werremeier | Peter Schulze-Rohr |                                                                    |
| 10   | Hände hoch, Herr Trimmel!       | 04. Mai 1980     | 112   | Friedhelm Werremeier | Carlheinz Caspari  |                                                                    |
| 11   | Trimmel und Isolde              | 19. Sep. 1982    | 141   | Friedhelm Werremeier | Peter Weck         |                                                                    |

In folgenden Tatort-Folgen war Paul Trimmel als Gastermittler zu sehen:
- 03 Kressin und der tote Mann im Fleet
- 08 Blechschaden
- 12 Mordverdacht
- 43 Gefährliche Wanzen
- 47 Die Rechnung wird nachgereicht
- 48 Als gestohlen gemeldet

#### Paul Trimmel – Hauptkommissar
| Folge | Erstausstrahlung      | Titel                 | Autor                 |
| ----- | --------------------- | --------------------- | --------------------- |
| 1     | 4. September 1985     | Wer einmal lügt       | Wilfried Dotzel       |
| 2     | 13. August 1986       | Eine Bombenstory      | Wilfried Dotzel       |
| 3     | nicht mehr produziert | nicht mehr produziert | nicht mehr produziert |